# Stentoridae
Famille
Les Stentoridae sont une famille de Ciliés de la classe des Heterotrichea et de l’ordre des Heterotrichida.

## Étymologie
Le nom de la famille vient du genre type Stentor, dérivé du grec στέντωρ / sténtor, Stentor, personnage de la mythologie grecque célèbre pour sa forte voix, en référence au corps de ce cilié qui est en forme de trompette avec la bouche à l'extrémité large. 

## Liste des genres
Selon GBIF (4 février 2023) :
- Heterostentor Song & Wilbert, 2002[2]
- Stentor Oken, 1815
- Stentorina Bory, 1824 : un des synonymes de Stentor [note 1]

## Systématique
Le nom valide de ce taxon est Stentoridae Carus, 1863.